# 5월의 태양
5월의 태양(5月의 太陽, 스페인어: sol de mayo)은 우루과이, 아르헨티나, 페루-볼리비아 국가연합의 국기에 공통으로 포함되어 있는 태양 문양을 뜻한다. 아르헨티나의 국기에서는 16개의 직선과 16개의 곡선 햇살에 사람의 얼굴을 한 태양의 모습이고, 우루과이의 국기에서는 개수가 각각 8개씩이며 페루-볼리비아 국가연합의 국기에서는 굵은 선 24개와 가는 선 72개로 이루어져 있다. 5월이란 스페인으로부터의 독립의 단초가 된 1810년 5월 18일부터 5월 25일까지 일어난 아르헨티나 5월 혁명을 뜻한다.

1818년에 제정된 아르헨티나 국기의 5월의 태양
1828년에 제정된 우루과이 국기의 5월의 태양
페루-볼리비아 국가연합의 국기

## 같이 보기
- 베르기나의 태양